# 德米特里·米哈伊洛维奇·戈利钦
德米特里·米哈伊洛维奇·戈利钦王子 （俄语: Дмитрий Михайлович Голицын, 1721年5月15日——1793年9月18日） 是一位来自戈利钦家族的俄罗斯外交官。 1761年至1792年担任俄罗斯驻奥地利大使。